# Gibret
Gibret é uma comuna francesa na região administrativa da Nova Aquitânia, no departamento Landes. Estende-se por uma área de 2,55 km². Em 2010 a comuna tinha 102 habitantes (densidade: 40 hab./km²).